# Сожжение в срубе

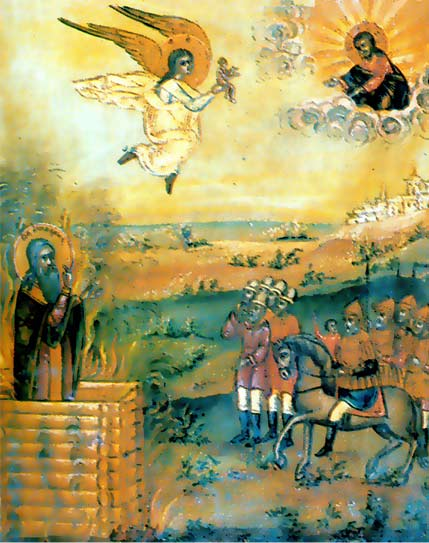
Сожжение протопопа Аввакума (старообрядческая икона)

Сожже́ние в сру́бе — вид казни, возникший в Русском царстве в XVI веке, особенно часто применявшийся к старообрядцам в XVII веке. Эта форма казни описана в первой из Двенадцати статей царевны Софьи.

## История
Сожжение как способ казни стало довольно часто применяться в Русском царстве в XVI веке во времена Ивана Грозного. В отличие от Западной Европы, в России приговорённых к сожжению казнили, как правило, не на кострах, а в срубах, что позволяло избежать превращения подобных казней в массовые зрелища, хотя, например, Соборное уложение 1649 года предусматривало казнь через сожжение, но не регламентировало деталей её исполнения.
Сруб для сожжения представлял собой небольшую конструкцию из брёвен, заполненную паклей и смолой. Возводился специально к моменту казни. После прочтения приговора смертника вталкивали в сруб через дверь. Нередко делался сруб без двери и крыши — конструкция вроде дощатой загородки; в таком случае осуждённого опускали в него сверху. После этого сруб поджигался. Иногда связанного смертника бросали внутрь уже горящего сруба.
В XVII веке в срубах нередко казнили старообрядцев и еретиков. Таким образом были сожжены протопоп Аввакум с тремя своими сподвижниками (14 (24) апреля 1682 года, Пустозерск), немецкий мистик Квирин Кульман (1689 год, Москва), а также, как утверждается в старообрядческих источниках, активный противник реформ патриарха Никона епископ Павел Коломенский (1656 год). Также через сожжение казнили за другие религиозные преступления, такие как богохульство, колдовство и понуждение к отпадению от православия.
Последнее известное в русской истории сожжение произошло в 1770-е годы на Камчатке: в деревянном срубе сожгли колдунью-камчадалку по приказу капитана Тигильской крепости Шмалева.

## Самосожжения
Исходя из утверждений ряда лиц, XVIII веке оформилась секта, последователи которой почитали гибель посредством самосожжения духовным подвигом и необходимостью. Высказывается мнение, что обычно самосожжение в срубах практиковалось в ожидании репрессивных действий властей. При появлении солдат сектанты запирались в молельном доме и поджигали его, не вступая в переговоры с представителями власти.
Документальных свидетельств о том, что солдаты занимались тушением горящих помещений, не сохранилось. Де факто каждый предполагаемый акт самосожжения старообрядцев, сведения о котором фигурируют в источниках, описывается солдатами, которые в прочих случаях занимались казнями. Историческая аналитика на данную тему, подходящая к явлению с позиций возможности проведения солдатами массовых бессудных казней под видом самосожжений, отсутствует.

## Свидетельство Флетчера
Английский посланник Джайлс Флетчер, проживший в Москве полгода (в 1588—1589 годах), стал свидетелем одной из таких казней:

Муж и жена… были сожжены в Москве, в маленьком доме, который нарочно для того подожгли. Вина их осталась тайною, но вероятно, что они были наказаны за какую-нибудь религиозную истину, хотя священники и монахи уверили народ, что эти люди были злые и проклятые еретики.